# Rocznik Olsztyński
Rocznik Olsztyński – rocznik ukazujący się od 1958 w Olsztynie. Wydawcą jest Muzeum Warmii i Mazur w Olsztynie. Publikowane są w nim artykuły naukowe, recenzje, materiały dotyczące historii Warmii i Mazur. 